# Priamima rubicunda
Priamima rubicunda is een keversoort uit de familie molmkogeltjes (Corylophidae). De wetenschappelijke naam van de soort werd in 1873 gepubliceerd door MacLeay.